# Ambovombe
Ambovombe - ou encore Ambovombe-Androy - est une ville située dans la province de Tuléar, sur le littoral sud de Madagascar. Son aire urbaine est estimée à 126 321 habitants en 2014.

## Geographie
Ambovombe se situe sur la route nationale 13 à 383 km d'Ihosy, 62 km d'Antanimora Sud et 110 km à l'Ouest de Tôlanaro.
La route nationale 10 abouti également à Ambovombe depuis Andranovory.
Dépourvue de rivières et lacs, la ville est souvent touchée par la sècheresse.

## Population
La population de la ville d'Ambovombe est estimée à environ 63 032 habitants en 2005.

## Administration
Ambovombe est la capitale de la région d'Androy et du district d'Ambovombe.